# Vignoble du Québec
Le vignoble du Québec est une région viticole du Canada située dans les régions des Cantons de l'Est, de la Montérégie, de la Capitale-Nationale, des Basses Laurentides, de Lanaudière et du Centre-du-Québec. On retrouve même quelques vignobles dans la région du Bas-Saint-Laurent.
Deux associations représentent les quelque 125 vignerons québécois :
- Association des vignerons du Québec (AVQ)[1]

- Vignerons indépendants du Québec (VIQ)

## Histoire

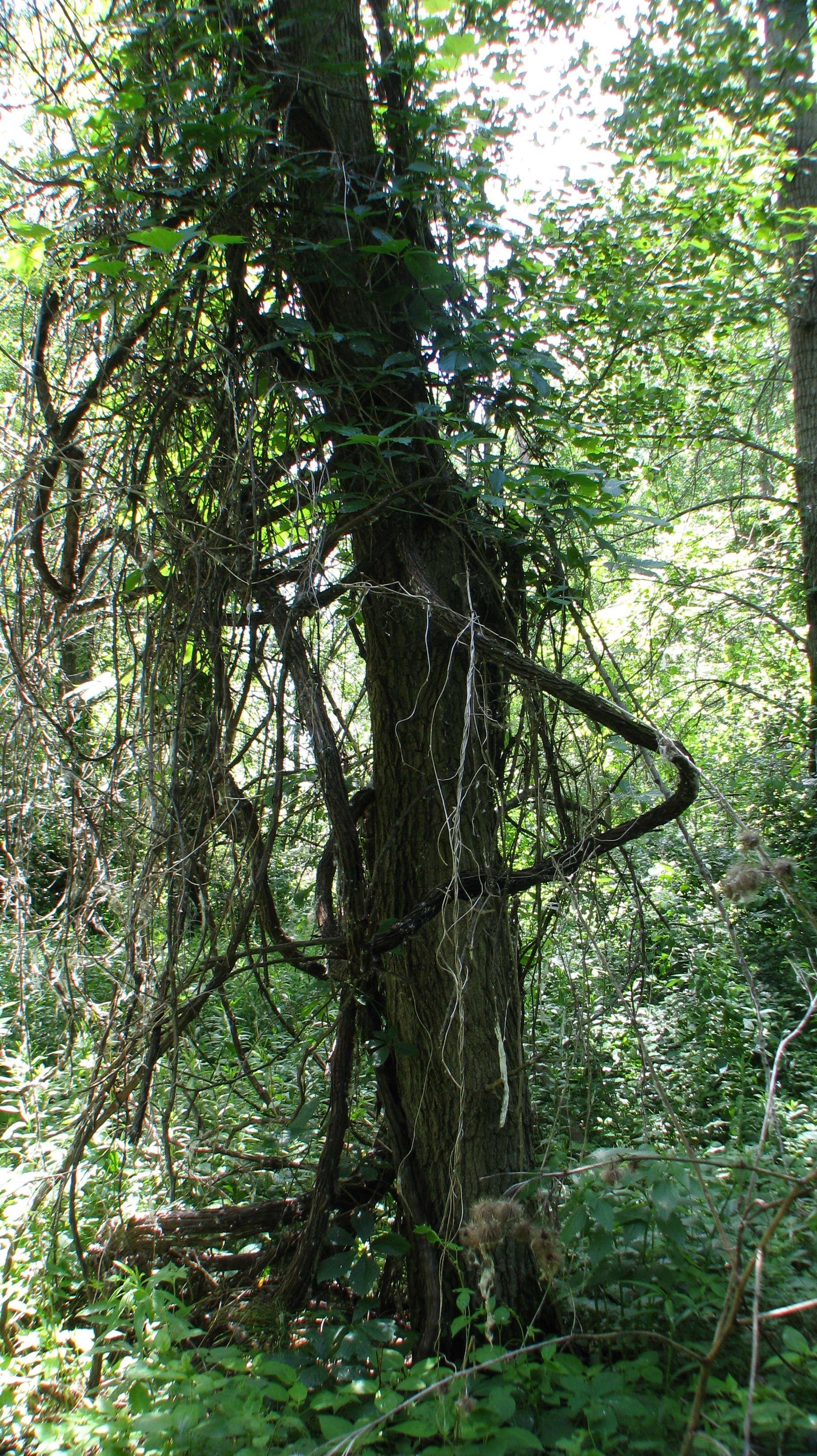
Vitis riparia sur l'île aux raisins dans le parc national des îles Boucherville

Lorsque Jacques Cartier explore le fleuve Saint-Laurent, il note la présence de vignes sauvages (vitis riparia, vignes des rivages) sur l'Île d'Orléans, en Nouvelle-France et c'est pour cette raison qu'il lui donna le nom d'Isle de Bacchus, en 1535, une référence au dieu romain de l'ivresse,.
En 1608, lorsque Samuel de Champlain s'installa sur le site de la future ville de Québec, il y planta des vignes françaises (vitis vinifera) et constata qu'elles ne survivent pas à l'hiver du pays. De petits vignobles apparaissent tout de même dans la colonie au fil du temps. On continua donc les vinifications avec les vignes arbustives locales, mais en 1664, force fut de constater qu'elles ne donnaient qu'un vin âcre et teinturier. Les colons se mirent à faire du vin avec le raisin sauvage mêlé à autres petits fruits. Ce ne fut pas meilleur.

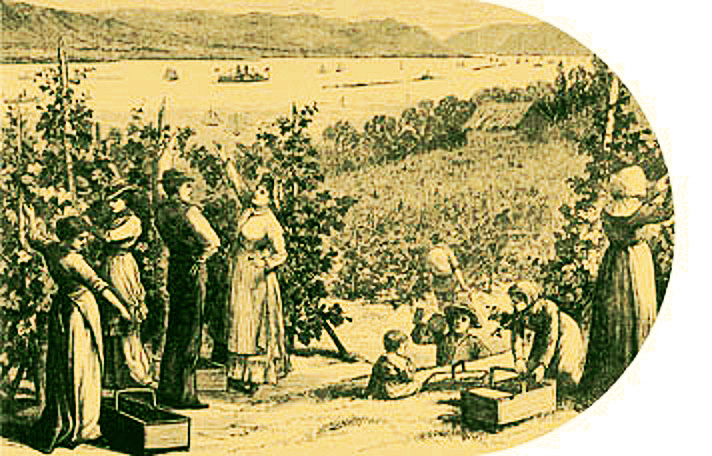
La récolte du raisin sur hautain au Québec à la fin du XIXe siècle

En 1731, les Sulpiciens de Montréal possédaient un vignoble de trois arpents fournissant le vin de messe nécessaire à tous les offices de la religion catholique. D'autres religieux, les Jésuites, se lancèrent à leur tour dans la viticulture et importèrent plusieurs cépages en provenance d'Europe. Ils périclitèrent. Ce qui contraignit aubergistes, religieux et gens fortunés à importer des vins de France et d’Espagne. En 1739, en Nouvelle-France on a bu 775 166 flacons de vin. La population adulte étant alors de 24 260 personnes, cela représentait 32 litres par personne. À titre de comparaison, en 1992, la consommation moyenne des Québécois ne fut que de 14 litres par personne. 

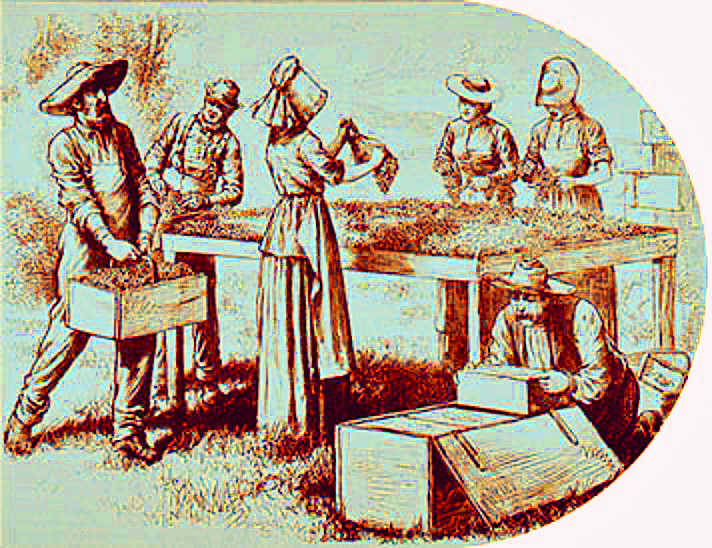
L'emmaganisage et le tri du raisin en Montérégie

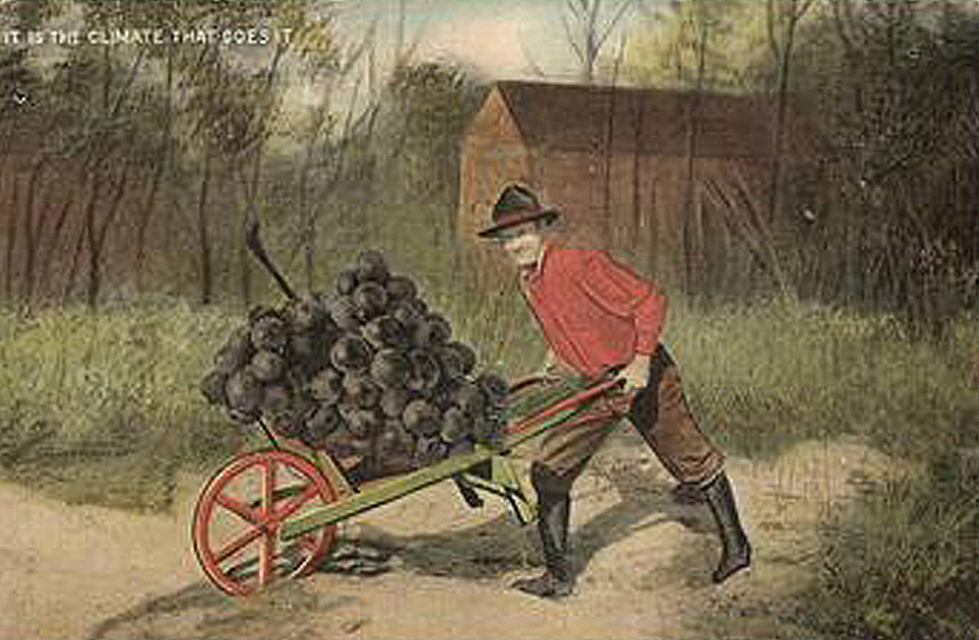
Vendange inespérée

Lors de la Conquête par l'Angleterre et jusqu'à la Confédération, en 1867, ce furent les alcools qui prirent le pas sur le vin. Les Anglais durant cette période avaient interdit tout commerce avec la France. Mais un renouveau eut lieu dans le dernier quart du XIXe siècle. La viticulture qui avait vivoté jusqu'en 1864, prit son essor quand le gouvernement du Québec subventionna la culture de la vigne en faisant venir des hybrides des États-Unis. En Montérégie, dans les années 1880, Charles Gibbs de Saint-Paul-d'Abbotsford cultiva, sur le versant du mont Yamaska, 47 variétés de raisins provenant d'hybrides nord-américains et de croisements européens. Il a en pépinière 30 000 plants de vigne mais ne vinifie pas lui-même. Mais cette orientation fut contrariée tant par le soutien discontinu de l'État dû aux alternances gouvernementales et les pressions politico-religieuses anti-viticulture.
À la fin du XIXe et au début du XXe siècle, les échanges ayant repris avec la France, l'exportation du vin augmenta de façon constante. Les années de guerre et la prohibition aux États-Unis firent privilégier les échanges avec l’Europe. La viticulture québécoise périclita. Elle fut sauvée par l'arrivée d'immigrants comme les Italiens, les Portugais et les gens d’Europe centrale, qui se lancèrent dans culture de la vigne.
Durant les années 1970, les jeunes Québécois purent plus séjourner en France et en Europe. La découverte des vins du vieux Continent incita quelques-uns à se lancer dans une viticulture de qualité sans l'aide des gouvernements québécois et canadien, qui pourtant, à la même époque, subventionnaient massivement les cultures fruitières.
Joseph-O. Vandal est considéré comme le père de la viticulture moderne au Québec. Avec quelques collaborateurs, il fonda le 2 novembre 1979 l’association des viticulteurs du Québec dont les objectifs sont le développement et la promotion de la vitiviniculture au Québec. Pour ce faire, le Vignoble communautaire de Bourg-Royal à Charlesbourg fut planté en 1983. Avec l’aide de Mario Cliche, enseignant à l’Institut de technologie agroalimentaire de Saint-Hyacinthe et lui-même spécialisé dans les croisements de la vigne, il développa en 1985, soit au bout de quarante ans de labeur, le premier véritable hybride rustique de vigne : le vandal-cliche. Ce cépage blanc a été obtenu à partir des cépages grands-parents aurore, chancellor, Prince of Wales et vitis riparia. Le plant atteint à maturité une hauteur de 2 m et une largeur de 1 m,.
On assiste à une nouvelle expansion depuis le début des années 1980. Au XXIe siècle, il y a une cinquantaine de vignobles au Québec, tout au long et au sud du fleuve Saint-Laurent, et une production de 40 000 bouteilles/an. Il est à souligner que lors des concours internationaux, les vins québécois ont remporté plus de 140 médailles en seize ans.

## Les associations
Il existe deux associations entourant les vignerons québécois, soit l’Association des vignerons du Québec ainsi que les Vignerons Indépendants du Québec. La première accorde beaucoup d’importance à la qualité des vins québécois et la deuxième à la promotion, la distribution et la mise en marché des vins québécois. 

## Climat et sol
La vallée laurentienne, située au sud de la province, est une région fertile où la vigne sauvage et d'autres petits fruits poussent naturellement en abondance. Cependant, l'hiver de quatre mois qui sévit dans cette région au climat continental humide (sous-types Dfa et Dfb) gèle le sol profondément, chose à laquelle la plupart des vignes ne survivent pas. Les vignerons du Québec disposent d'une période de six mois pour accomplir ce qui prend normalement de 11 à 12 mois à accomplir dans les régions viticoles plus chaudes.

## Cépages
Comme tous les cépages du monde, les cépages cultivés au Québec, qu'ils soient noirs ou blancs, sont sélectionnés lorsqu'ils se montrent aptes à résister aux maladies et à fournir une bonne production. Cependant, le climat particulier du Québec, avec ses hivers très froids, son sol gelé plusieurs mois durant l'année, d'importantes accumulations de neige, et la possibilité d'un regel au printemps, impose des contraintes supplémentaires aux vignerons.
Les principaux cépages cultivés sont des cépages hybrides et rustiques qui peuvent résister à des températures hivernales de -30 C.
Les principaux sont: Frontenac, Seyval, Vandal-Cliche, Vidal blanc, de Chaunac, Maréchal-Foch, Sainte-Croix, Sabrevois, Saint-Pépin

## Régions viticoles
Le Québec compte huit régions où l'on cultive la vigne, soit les Cantons-de-l'Est, la Montérégie, la région de la Capitale-Nationale, les Basses-Laurentides, Lanaudière, les Bois-Francs, l'Outaouais et le Témiscamingue. Il y a aussi quelques vignobles dans les régions aussi nordiques que le Bas-Saint-Laurent.

## Types de vins
En 2009, on dénombrait 238 vignobles pour une superficie totale de 631 hectares. Ils élaborent plus de 400 produits à base de raisins rouges et blancs dont des vins secs, vins demi-secs, vins doux, vins prestiges, vins de vendange tardive, vins de glace, vins mousseux, vins aromatisés, vins fortifiés et des mistelles.

## Certification et appellations
L'Association des vignerons du Québec a instauré un programme de certification des vins du Québec en 2009 afin de garantir la provenance des vins. 
L'appellation de type Indication géographique protégée qui encadre la production de vin de glace a été mise en place et gérée par le Conseil des appellations réservées et des termes valorisants (CARTV) depuis 2014.
Une appellation pour les autres types de vins est en élaboration (2015).

## Distribution
La vente de vin au Québec étant réglementée, les vins produits au Québec ne s'y soustraient pas. La Société des alcools du Québec (SAQ), le monopole d'état fondé en 1921 en riposte à la prohibition ayant cours aux États-Unis, commercialisa plus de 150 vins québécois sur ses rayons.  (janvier 2022). On y trouve aussi 446 alcools du terroir. En plus d'être disponibles à la SAQ, ces produits peuvent aussi être achetés directement chez les producteurs ou dans le réseau des épiceries et dépanneurs (commerces d'accommodation) grâce au permis d’alcool d'épicerie. Plusieurs commerces privés ont émergé ces dernières années en se spécialisant dans une offre de produits alimentaires et alcoolisés locaux.

## Mise en marché des vins québécois

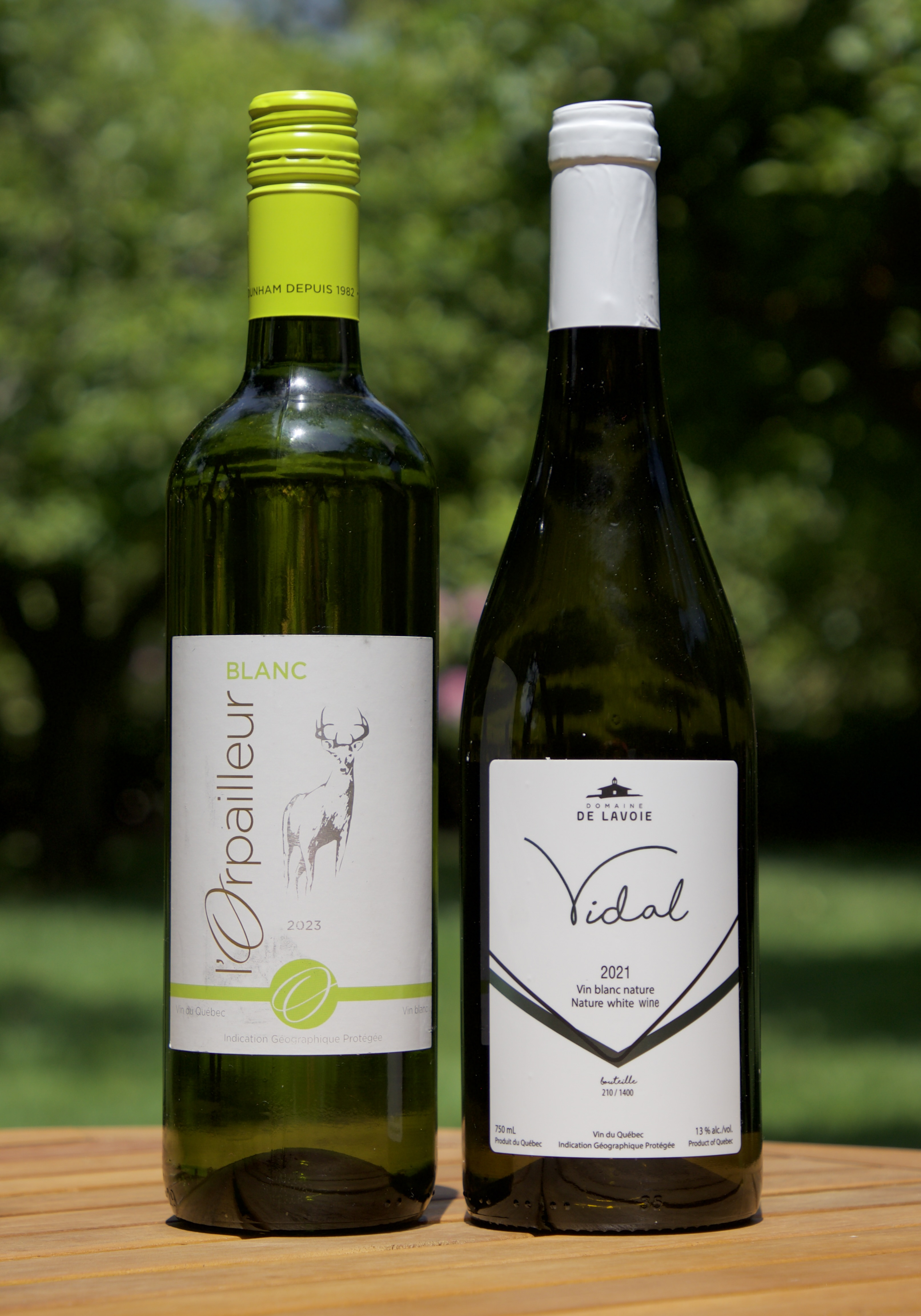
Deux bouteilles de vin blanc du Québec

Aujourd'hui[Quand ?], au Québec, entre 400 et 500 différents vins et cidres spiritueux sont produits chaque année (le Bulletin des agriculteurs). Cependant, seulement 291 d’entre eux sont disponibles à la SAQ. Le problème est que la compétition est très féroce : Selon le Bulletin des agriculteurs (2013): « La compétition ne vient pas tant du vigneron de l’autre côté de la rue, explique Charles-Henri de Coussergues, mais du monde entier ». Les gens sont plus portés à acheter des vins importés que des vins locaux. De plus, La SAQ étant un monopole limite l’entrée des vins québécois sur ses tablettes, en plus d’avoir un certain contrôle sur les prix. En effet, pour qu’un vignoble puisse entrer sur les tablettes de la SAQ, il doit avoir une note d’au moins 70% à un test de dépistage pour répondre aux normes canadiennes correspondantes à l’analyse chimique et l’étiquetage, puis celui-ci doit avoir été commercialisé au domaine lui-même pour éliminer les situations d’essais. De plus, il peut être très difficile de rester sur les tablettes de la SAQ, car le producteur doit lui-même faire les démarches pour faire connaître son produit (le Bulletin des agriculteurs).[style à revoir]

## Concurrence internationale
Au Canada, la consommation annuelle par habitant de vin est de 17,4 litres et la production nationale satisfait 15 % de la consommation (Sud de France). En 2013, le Canada a exporté pour une valeur totale de 55,17 millions USD et a importé pour une valeur totale de 2025,84 millions USD,  ce qui fait en sorte que le Canada et le Québec sont des importateurs nets de produits provenant de la vigne. La France, les États-Unis, l’Italie et l’Australie sont les principaux fournisseurs. Pour sa part, l’Europe est en situation de surplus, de ce fait, ces surplus seront exportés dans d’autres pays (Sud de France).
Aussi, lors de la conférence soutenue lors du 14e  Entretiens du Centre Jacques Cartier à Lyon, en 2001, il a été question que le marché le plus intéressant pour écouler les surplus était l’Amérique (Œnologues de France). De plus, les conditions de mise en marché québécoise pour les vins locaux comportent certaines difficultés. S’ajoutent à cela des causes incontrôlables provenant de la production. En effet, les vignobles locaux produisent de faibles volumes et les conditions climatiques de production sont plus difficiles qu’à l’étranger. Ceci fait en sorte que les vins québécois coûtent
plus chers à produire qu’à l’étranger. De plus, une fois dans les réseaux de distribution, comme les foires, les marchés publics et les restaurants, une marge du distributeur s’y ajoute, ainsi que des taxes fédérales et provinciales (Norois revues).